# پانتی اوسو
پانتی اوسو (به اسپانیایی: Panti Usu) یک کوه در پرو است که در منطقه پونو، استان ال کویائو، منطقه سانتا روزا و در منطقه تاکنا، استان کانداراوه، منطقه کانداراوه واقع شده‌است. پانتی اوسو ۵٬۵۰۰ متر بالاتر از سطح دریا واقع شده‌است.